# 赤松朝範
赤松 朝範（あかまつ とものり）は、南北朝時代の武将。

## 生涯
赤松範資の子として誕生する。ただし『太平記』では範資の弟・則祐が父とされている。
観応の擾乱や南北朝の動乱では一貫して祖父の赤松則村や父・叔父らと共に足利尊氏に従い、正平6年/観応2年（1351年）2月には則祐と共に高師直に従い、播磨光明寺にいた足利直義に与する石堂頼房を攻めた。文和4年/正平10年（1355年）には足利義詮に従って南朝の足利直冬や山名時氏らと摂津神南で戦った。朝範は武勇の士で、神南合戦では敗戦が濃厚だったが敵将の山名師氏を狙って突進して敵軍を蹴散らした。このとき自らも重傷を負ったが九死に一生を得たという。